# Bitwa pod Broniną
Bitwa pod Broniną – bitwa stoczona 9 września 1939 w okolicach Broniny między oddziałami Wojska Polskiego a oddziałami armii niemieckiej w czasie niemieckiej agresji na Polskę.

## Bitwa
Do starcia doszło 9 września 1939 roku na terenie miejscowości Bronina i okolic. 22 Dywizja Piechoty Górskiej, dowodzona przez płk dypl. Leopolda Endel-Ragisa wchodząca w skład Armii „Kraków” stoczyła kilkunastogodzinny bój z Oddziałem Wydzielonym niemieckiego VII Korpusu, powracającym w kierunku Pińczowa po nieudanej próbie przejęcia mostu na Wiśle w Szczucinie dnia 7 września 1939 roku i 27 DP VII Korpusu przybyłą OW na odsiecz z Bogucic koło Pińczowa . 
Ocenia się, że bitwa pod Broniną i bitwa polskiego Zgrupowania Południowego Armii Odwodowej Prusy pod Iłżą, w dniach 8–9 września 1939 roku to dwie największe bitwy wojny obronnej 1939 roku na terenie ówczesnego województwa kieleckiego.
W składzie 22 Dywizji Piechoty Górskiej pod Broniną walczyły:
- 2.Pułk Strzelców Podhalańskich z Sanoka,
- 5.Pułk Strzelców Podhalańskich z Przemyśla,
- 6.Pułk Strzelców Podhalańskich z Sambora,
- 22.Pułk Artylerii Lekkiej z Rzeszowa i
- 22 Dywizjon Artylerii Ciężkiej z Przemyśla[2].

Po ciężkim boju w Broninie dywizja przemieściła się w okolice Stopnicy, gdzie doszło do kolejnego starcia z oddziałami niemieckimi, po którym dywizja dotarła w okolice Rytwian z zamiarem wykonania natarcia pozorującego na Staszów.
Straty poniesione w boju pod Broniną przez 22DPG były dotkliwe – szacuje się, że na polu bitwy poległo blisko 200 żołnierzy, w tym kilkunastu oficerów. Było wielu rannych. Ponad 1000 żołnierzy dostało się do niewoli. Artyleria dywizji straciła 13 dział lekkich i 4 ciężkie. Szacunkowe straty niemieckie to około 200 poległych i kilkuset rannych.
Większość poległych polskich żołnierzy spoczywa na cmentarzu w pobliskim Szczaworyżu, pozostali na cmentarzu w Busku-Zdroju i w Szańcu. 
Broń i uzbrojenie pozostałe po bitwie lub ukryte przez żołnierzy polskich służyło w okresie okupacji niemieckiej partyzantom Batalionów Chłopskich i Armii Krajowej.

## Upamiętnienie
W okresie Polski Ludowej poległych w bitwie żołnierzy Wojska Polskiego upamiętniono tablicą wmurowaną w ścianę budynku szkoły w Broninie.